# Eugene Byrd
Eugene Byrd (Philadelphia (Pennsylvania), 28 augustus 1975) is een Amerikaanse acteur, stemacteur en filmproducent.

## Biografie
Byrd begon in 1986 met acteren in de film My Little Girl. Hierna heeft hij nog meerdere rollen gespeeld in televisieseries en films zoals The Cosby Show (1991-1992), Chris Cross (1993-1994), Promised Land (1998-1999), 8 Mile (2002), Medical Examiners (2004-2005), Heroes (2006-2007) en Bones (2007-2017).
Byrd is ook actief als filmproducent, in 2004 heeft hij de tv-film Buds for Life geproduceerd.

## Prijzen[1]
- 1992 Young Artist Award in de categorie Beste Jonge Acteur in een Film voor de Kabel met de film Perfect Harmony – gewonnen.
- 2006 Method Fest in de categorie Beste Nieuwkomer met de film Confess – gewonnen.

## Filmografie[2]

### Films
Uitgezonderd korte films.
- 2022 Rise of the Teenage Mutant Ninja Turtles: The Movie - als diverse stemmen
- 2022 Immanence - als Davis
- 2020 Definition Please - als Wayland Pines
- 2020 Superman: Man of Tomorrow - als Ron Troupe (stem)
- 2018 A Million Little Pieces - als Matty
- 2017 Kings - als Eddie
- 2016 Dependent's Day - als Ross de pokerspeler
- 2015 'Tis the Season - als Milo
- 2012 Alice and the Monster - als Andrew
- 2012 Rock Jocks – als Shooter
- 2011 The Barracks – als Henderson
- 2010 How to Make Love to a Woman – als Layne Wilson
- 2010 Amish Grace – als Danny
- 2009 Easier with Practice – als Aaron
- 2008 Julia – als Leon
- 2007 Light and the Sufferer – als Kaz
- 2007 Rails & Ties – als Otis Higgs
- 2005 Confess – als Terell Lessor
- 2005 Marsha Potter Gets a Life – als ??
- 2004 Buds for Life – als Paul Dobson
- 2004 Anacondas: The Hunt for the Blood Orchid – als Cole Burris
- 2004 One Point O – als Nile
- 2002 8 Mile – als Wink
- 2002 Demon Island – als Doug
- 2001 Lift – als Angelo
- 2000 Enslavement: The True Story of Fanny Kemble – als Jack
- 1999 Whiteboyz – als Khalid
- 1999 A Glance Away – als Dayne Trussard
- 1998 Went to Coney Island on a Mission from God… Be Back by Five – als tiener vriend
- 1998 The Substitute 2: School's Out – als Mase
- 1998 The Adversaries – als ??
- 1997 Color of Justice – als Kenny
- 1996 Twisted – als Willus Burns
- 1996 Sleepers – als Rizzo
- 1995 Dead Man – als Johnny Pickett
- 1991 Bad Attitudes – als James
- 1991 Perfect Harmony – als Landy Allen
- 1990 Murder in Mississippi – als Ben jr.
- 1989 True Blue – als Timmy Powers
- 1986 My Little Girl – als Arthur

### Televisieseries
Uitgezonderd eenmalige gastrollen.
- 2025 Your Friendly Neighborhood Spider-Man - als Lonnie Lincoln / Tombstone - 10 afl.
- 2021 - 2024 Spidey and His Amazing Friends - als diverse stemmen - 14 afl.
- 2021 - 2023 The Ghost and Molly McGee - als schoolhoofd O'Connor (stem) - 6 afl.
- 2022 - 2023 Secrets of Sulphur Springs - als Sam Tremont - 16 afl.
- 2021 - 2023 All American - als dr. Dameon Spears - 4 afl.
- 2022 - 2023 The Legend of Vox Machina - als kapitein Jarret - 3 afl.
- 2022 Reasonable Doubt - als CJ - 7 afl.
- 2020 The Gaze: No Homo - als Kendrell Thompson / Branden - 9 afl.
- 2018 - 2020 Rise of the Teenage Mutant Ninja Turtles - als Jase - 9 afl.
- 2019 - 2020 The Rocketeer - als mr. Coleman - 2 afl.
- 2016 - 2017 Lego Star Wars: The Freemaker Adventures - als diverse stemmen - 31 afl.
- 2017 Still the King - als Courtney Hitch - 4 afl.
- 2007 – 2017 Bones – als dr. Clark Edison – 36 afl.
- 2015 - 2016 Arrow - als Andy Diggle - 8 afl.
- 2014 True Blood - als Jerome - 3 afl.
- 2012 Wilfred - als James - 2 afl.
- 2012 Daybreak - als Charles - 5 afl.
- 2006 – 2007 Heroes – als Campagne leider – 4 afl.
- 2006 Robot Chicken – als diverse stemmen – 2 afl. (animatieserie)
- 2005 – 2006 Night Stalker – als Alex Nyby – 4 afl.
- 2004 - 2005 Medical Examiners – als Sidney – 13 afl.
- 2002 For Your Love – als oom Omar – 8 afl.
- 2000 Third Watch – als Nathaniel Ryder – 2 afl.
- 1998 – 1999 Promised Land – als Lawrence Taggert – 16 afl.
- 1993 – 1994 Chris Cross – als Oliver Cross – 13 afl.
- 1993 Ghostwriter – als Walter – 4 afl.
- 1991 – 1992 The Cosby Show – als Eugene – 4 afl.
- 1987 – 1990 Sesame Street – als Jelani - ? afl.

### Computerspellen
- 2022 Saints Row - als Eli
- 2019 Gears 5 - als Delmont 'Del' Walker
- 2016 Gears of War 4 - als Delmont 'Del' Walker
- 2015 Battlefield Hardline - als Marcus 'Boomer' Boone
- 2011 Kinect Sports: Season Two - als basketbal omroeper
- 2006 Scarface: The World Is Yours - als stem
- 2006 Driver: Parallel Lines – als diverse stemmen
- 2004 Call of Duty: Finest Hour – als stem

- Gemeinsame Normdatei: 1061778355
- International Standard Name Identifier: 0000 0000 3946 8584
- Library of Congress Control Number: no00094495
- Virtual International Authority File: 73405422
- WorldCat: E39PBJkD9byHCMrxYP33HKrg8C